# Staurophora immaculata
Staurophora immaculata är en fjärilsart som beskrevs av Heinrich 1917. Staurophora immaculata ingår i släktet Staurophora och familjen nattflyn. Inga underarter finns listade i Catalogue of Life.